# Neoteosofia
A  Neoteosofia é  um  movimento  doutrinário  de  reavivamento  do  Cristianismo,  voltado  para  a   divulgação   das  obras  da  Nova  Revelação,  recebidas  por  inspiração  divina  através  da  Voz  Interna,  fenômeno  que  se  processa  na  esfera  do  espírito,  terceiro  dentre  os  elementos  que  constituem  a trindade humana,  ao  lado  de  corpo  e  alma.
O   fenômeno  da  Voz  Interna  não  se  confunde,  por  isso,   com  a  psicografia ou  outras  modalidades de   comunicação  de ordem  psíquica,  que se  dão entre   alma  desencarnada  e alma  encarnada.   O  espírito do  homem corresponde à   Centelha  do  Espírito  Divino depositada  no  coração da  alma,  e  é  por  seu  intermédio  que se dá a   comunicação pela  Voz  Interna,   numa via direta  entre  criatura  e  Criador,   a  mesma  pela  qual  a  Divindade  comunicou-se    com os profetas  e  redatores  das  Escrituras  Sagradas. 
A  Neoteosofia  não tem relação   com  a  Teosofia  clássica,   conjunto  de  conhecimentos  esotéricos, místicos e iniciáticos    que  remontam ao  Egito  antigo,    reunidos  ao  longo dos séculos e  divulgados  contemporaneamente pela  Sociedade  Teosófica e   entidades afins.    Os   ensinamentos teosóficos são  o  produto  do esforço  intelectual  do homem,  na  busca por   respostas  e  sentido  para  sua  existência,  ao passo  que  as  obras  da  Nova Revelação  difundem o  Verbo  Revelado, que  consiste  no  conhecimento verdadeiro  de  Deus  e  da Vida  Eterna,  transmitido pela  própria  Divindade.
O  principal  instrumento  de recepção    das  obras  da  Nova  Revelação  foi  o  profeta   Jakob Lorber (1800-1864),  a quem foram transmitidas  as  comunicações mais  importantes  e  profundas,  em  língua  alemã,  na  cidade  de  Graz,  Áustria,  no  período de 1840 até  seu falecimento  em 1865.     O  conteúdo  destas obras  em  nada  destoa  dos  ensinamentos contidos  nos  Evangelhos canônicos,  apresentando-os   numa  linguagem clara, direta,   acessível  a  todas  as  pessoas de  boa vontade,  realmente   empenhadas  no  conhecimento da  Verdade.   A   obra mais importante,   intitulada "O Grande  Evangelho   de  João",  em  11 volumes, narra  com  detalhes  os  principais atos  e  ensinamentos de Jesus  durante  sua  missão doutrinária na Terra.
A  mensagem  contida  nas  obras  da  Nova  Revelação  evidencia  que em Jesus Cristo a  própria  Divindade,   Jehovah  Zebaoth,  tomou  um  corpo  de  carne  a  fim  de  fazer  novas  todas  as  coisas,  transformando-se de Deus  invisível,  intangível  e  impessoal,  em  Deus  visível,  tangível  e   dotado  de  personalidade  no  Homem  Jesus, permitindo  com  isso  a  aproximação  de  todas as  Suas  criaturas, como condição para se   tornarem Seus filhos.    No  corpo perecível  de  Jesus,  e desde  a  sua  ressurreição num corpo substancial, encontrava-se  e  encontra-se  presente  a plenitude da Divindade,   dotada  dos  atributos de  Pai  (Amor),  Filho (Sabedoria)  e Espírito  Santo  (Vontade),   que  correspondem  à   Trindade  Divina.
Os  ensinamentos  contidos nas  obras  da  Nova  Revelação,    em  estrita  harmonia  com  o  conteúdo  espiritual das  Escrituras  Sagradas,   levam o  leitor,  pela força da Palavra Viva transmitida  diretamente  pela  Divindade,  ao  verdadeiro  conhecimento  de  si mesmo, de   Deus  e   da  Vida Eterna,  conduzindo-o  na  trilha  da  Verdade  e  do  Amor  em  direção  ao renascimento  espiritual  e  à    conquista  da  Filiação  Divina.
Núcleos  de  divulgação  e  estudo  das  obras  da  Nova  Revelação  existem em diversos  lugares  do  mundo, inclusive  no Brasil,  onde  se  destaca  a  União  Neo-teosófica,  instituição sem fins lucrativos, sediada  na  cidade  de  Goiânia, Estado de  Goiás, que  tem realizado  a  publicação das  obras na  língua  portuguesa e promovido reuniões  doutrinárias semanais.   A  instituição  mantém  um sítio  na  internet,  por  meio  do  qual  é  possível  acessar o conteúdo de  todos  os  volumes  que  compõem  O Grande  Evangelho de João,  além  de  várias  outras  obras.